# Jude Morgan-Collie
Jude Morgan-Collie (* 6. Mai 2004 in England) ist ein britischer Schauspieler.

## Leben und Karriere
Morgan-Collie wurde am 6. Mai 2004 in England geboren. Er besuchte die BRIT School of Performing Arts. Sein Debüt gab er 2019 in dem Film Terminator: Dark Fate. Anschließend trat er 2021 in einer Folge in Autopsie Spezial: Die letzten Stunden von ... auf. Von 2020 bis 2022 spielte er in der Serie Pandemonium mit. 2024 bekam Morgan-Collie in der Serie A Good Girl’s Guide to Murder eine Hauptrolle. In der deutschen Fassung wird er von Janek Schächter synchronisiert.
Neben der Schauspielerei arbeitet er  auch als Stuntdouble, was ihm 2020 Nominierungen bei den World Stunt Awards einbrachte.

## Filmografie
- 2019: Terminator: Dark Fate
- 2020–2022: Pandemonium (Here We Go, Fernsehserie, 13 Episode)
- 2021: Autopsie Spezial: Die letzten Stunden von ... (Autopsy: The Last Hours of..., Fernsehserie, 1 Episode)
- 2024: A Good Girl’s Guide to Murder (Fernsehserie)